# Max Dvořák
Max Dvôrak (Roudnice nad Labem, Bohemia, hoy República Checa, 24 de junio de 1874 – Hrušovany nad Jevišovkou, Checoslovaquia, 8 de febrero de 1921) fue un historiador del arte austríaco de origen checo.
Miembro de la Escuela de Viena de Historia del Arte (Wiener Schule der Kunstgeschichte), aplicó al estudio de la historia del arte una metodología basada en el formalismo.  Tuvo gran influencia, por ejemplo, en Ernst Gombrich.
Basó sus estudios en examinar las amenazas que podían afectar a los monumentos, así como aquellas que dificultan la conservación de estos (y se cita el fraude, la indolencia o la ignorancia) respetando la función originaria en la restauración.

## Obra
- "Die Illuminatoren des Johann von Neumarkt." en Jahrbuch der Kunsthistorischen Sammlungen des Allerhöchsten Kaiserhauses 21 (1901): 35-127.

- "Das Rätsel der Kunst der Brüder van Eyck", en Jahrbuch der Kunsthistorischen Sammlungen des Allerhochsten Kaiserhauses 24 (1904): 161-317.

- Katechismus der Denkmalpflege (1916) 2ª ed. 1918

- Idealismus und Naturalismus in der gothischen Skulptur und Malerei (1918)

- Oskar Kokoschka: Variationen über ein Thema. Viena: Richard Lányi (1921)

- Kunstgeschichte als Geistesgeschichte (1924)

- Geschichte der italienischen Kunst im Zeitalter der Renaissance, 2 v. (1927-28)

- Gesammelte Aufsätze (1929)

- Die Gemälde Peter Bruegels des Alteren. Viena: Schroll, 1942.

- "El Greco and Mannerism." The Magazine of Art 46 (1) (1953): 14-23.

- Idealism and Naturalism in Gothic Art. Notre Dame, en University of Notre Dame Press, 1967.

- The History of Art as the History of Ideas. Boston: Routledge & Kegan Paul, 1984.